# Cristina Ingesdotter de Suecia
La princesa Cristina Ingesdotter de Suecia (en sueco: Kristina Ingesdotter) (¿? - 18 de enero de 1122) fue una princesa sueca y princesa consorte de Veliky Nóvgorod, Rostov y Bélgorod, por su matrimonio con el Gran Príncipe Mstislav I de Kiev.
Cristina era la hija del rey Inge el Viejo de Suecia y la reina Helena de Suecia. Helena era la hermana del rey Blot-Sven de Suecia.
Cristina estaba casada con Mstislav, que era príncipe de Nóvgorod, Rostov y Belgorod durante su matrimonio, por lo tanto obtuvo los títulos equivalentes. De acuerdo con Vassili Tatichtchev se casaron en 1095. El historiador polaco Dariusz Dabrowski dijo que Tatischev no se basó en fuente confiable. Cristina se casó con Mstislav entre 1090 y 1096.
Cristina murió el 18 de enero de 1122. Tres años después de su muerte, su cónyuge Mstislav se convirtió en Gran Príncipe de Kiev.

## Descendencia
Cristina y Mstislav tuvieron diez hijos:
1. Ingeborg, casada hacia 1118 con Canuto Lavard de Dinamarca, asesinado el 7 de enero de 1131.
2. Malmfrid, casada con el rey Sigurd I de Noruega del que se separó hacia 1128; después esposó al rey Erico II de Dinamarca asesinado el 18 de septiembre de 1137.
3. Eupraxia, se casó con Alejo Comneno, hijo de Juan II Comneno
4. Vsévolod (1103-1138), príncipe de Nóvgorod.
5. María, casada con Vsévolod II de Kiev
6. Iziaslav II (1100-1154), gran príncipe de Kiev en 1146, 1149 y 1150-1154
7. Rostislav I (1115-1168), gran príncipe de Kiev 1154-1155 y 1157-1168
8. Sviatopolk de Pskov
9. Rogneda, se casó con Yaroslav de Volinya
10. Xenia, se casó con Briachislav de Izyaslawl